# Viet vu dao

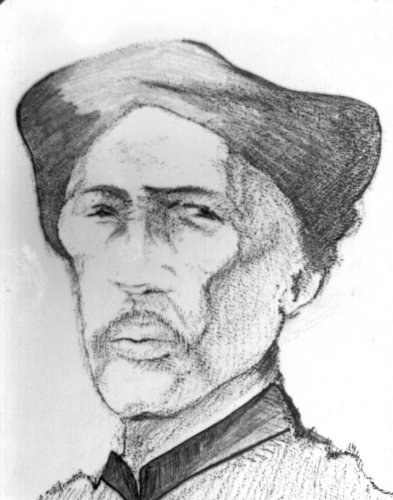
Meister Pham Van Tam, Begründer des modernen Viet vu dao

Viet Vu Dao (VietVuDao) ist eine etwa 1.400 Jahre alte vietnamesische Lebensphilosophie und Kampfkunst. Das Wort bedeutet: die vietnamesische Schule der fünf Meister.
Viet Vu Dao ist eine Kampfkunst, die sowohl akrobatische, gymnastische, als auch ruhende Pole der Verwirklichung enthält. Die Leichtigkeit des Erlernens ermöglicht es, dass jeder regelmäßig Trainierende nach kurzer Zeit eine für seine Person hohe Stufe der Perfektion erreichen kann. Viet Vu Dao kann als Sportart zur kontrollierten Selbstverteidigung betrieben werden, da ein Angreifer ohne große Kraftanstrengung auf Abstand gehalten werden kann, ohne ihn ernsthaft zu verletzen. Während des Trainings ist es für die Trainer selbstverständlich, für jeden Einzelnen individuelle Schwerpunkte zu setzen, um es jedem Anhänger zu ermöglichen, ein selbst gestecktes Ziel zu erreichen.
Viet Vu Dao ähnelt in gewissen Aspekten dem traditionellen Kung Fu. Es enthält sowohl traditionelle, meditative und kämpferische, als auch soziale und kulturelle Komponenten Vietnams.

## Geschichte der vietnamesischen Kampfkünste

### Ursprung
Es ist nur schwer nachzuvollziehen, wann genau, wie und durch wen die Kampfkünste entstanden. Die allgegenwärtigen mündlichen Überlieferungen zeugen von einer absoluten Geheimhaltung unter den „großen Meistern“. Das erklärt auch, warum nicht einmal in China irgendein altes Schriftstück über die Kampfkünste existiert. Allerdings gibt es Bronzestücke, die bis aus der Zeit bis zum 3. Jahrhundert vor der christlichen Zeitrechnung stammen und beweisen, dass es einen Kampfsport in verschiedenartigen, primären Formen gegeben haben muss.

### Chinesische Dominanz
Wegen des Einfalls der Chinesen in ihr Land wanderten die vietnamesischen Völker Richtung Süden. Die Chinesen, die besser organisiert waren und über eine fortschrittlichere Waffentechnik verfügten, dominierten fast 1000 Jahre über die Vietnamesen. Aber die Zusammenkunft der ethnischen Gruppen, die Erfahrung im Kampf und vor allem der Wunsch nach einer nationalen Unabhängigkeit führten zur Entstehung der Techniken, die etwas später die vietnamesische Kampfkunst darstellen sollten. Es ist jedoch unbestreitbar, dass diese für die Vietnamesen neue Kampfkunst stark von den chinesischen Kriegskenntnissen beeinflusst war.

### Ab 900 n.Chr.
Die „Annales Impériales“ (9. und 10. Jahrhundert) weisen darauf hin, dass die Chinesen im Lauf der Zeit immer größere Schwierigkeiten bekamen, über die Ureinwohner Vietnams zu herrschen. Ab 986 n. Chr. beschreiben die königlichen Annalen genau den Aufschwung militärischer Techniken Vietnams. Die vietnamesischen Kampfkünste wurden im Lauf der Jahrhunderte von bedeutenden Familien und hauptsächlich von Schaustellern und anderem „fahrenden Volk“ überliefert. In Familien wurden die Techniken vom Vater auf den Sohn weitergegeben, und die Schausteller nutzten die Kampfkünste, um das Volk zu verblüffen und diverse Wundermittelchen an den Mann zu bringen.

### Ab 1700
Kaiser Quang Trung war schließlich einer der Ersten, die von einer vietnamesischen Kampfkunst sprachen. Er war ein militärisches Genie, der von vielen der späteren bedeutendsten Meistern chinesischer Kampfkünste imitiert wurde. Dieser Mann lehrte seiner Armee die wirkungsvollsten Kampftechniken. Aus der ursprünglichen Situation eines Bauernaufstandes gegen die privilegierte Klasse heraus schaffte er es, 1730 die chinesischen Armeen der Tsing zu schlagen. Dies war einigen unbekannten Techniken zu verdanken, die den Gegner völlig unvorbereitet trafen.

### Ab 1900
In der Epoche Doumers (1920) beauftragten die Spitzen der Gesellschaft Vietnams einen jungen Experten damit, die Erhaltung der wichtigsten Landestraditionen zu sichern. Dieser Experte war Pham Van Tàn. Die Herrschaft der Franzosen dauerte nunmehr schon fast 40 Jahre, und viele fürchteten die starke Verwestlichung der Kultur und der Bräuche zum Nachteil Vietnams.

## Entstehung des Viet Vu Dao

### Gründung
Pham Van Tàn war ein direkter Schüler des Meisters Pham Van Thach (1850–1905), der einer der Experten vietnamesischer Kampfkünste war, die von Saigon bis über Camau hinaus bekannt waren. Als Pham Van Thach starb, wurde er neuer Verwalter der Familie Vu Dao aus Dat Dao (einer Stadt südlich von Baria), und er befolgte zielstrebig das Werk des Meisters Nguyen Van Hoa (1802–1880), dem Meister seines Meisters und gründete die moderne Schule des heutigen Viet Vu Dao.

### Export
Flüchtlinge brachten schließlich die Grundlagen von Viet Vu Dao nach Südfrankreich (Marseille). Von dort verbreitete sich Viet Vu Dao schon bald. Nach Deutschland kam dieser Sport erstmals im Januar 1992, wo sich langsam aber kontinuierlich eine feste Gruppe überzeugter Sportenthusiasten zusammenfand.
In Deutschland gibt es derzeit drei Vereine, in denen aktiv Viet Vu Dao gelehrt wird. Sie haben ihren Sitz zusammen mit der deutschen Föderation in der Gemeinde Leinburg im Nürnberger Land, in Laufamholz in Nürnberg und in Mühlstetten.